# Месје 3
Месје 3 (М3) је збијено звездано јато у сазвежђу Ловачки пси које се налази у Месјеовом каталогу објеката дубоког неба.
Деклинација објекта је + 28° 22' 34" а ректасцензија 13h 42m 11,2s. Привидна величина (магнитуда) објекта М3 износи 6,3. М3 је још познат и под ознакама NGC 5272, GCL 25.